# Tadeusz Rakoczy

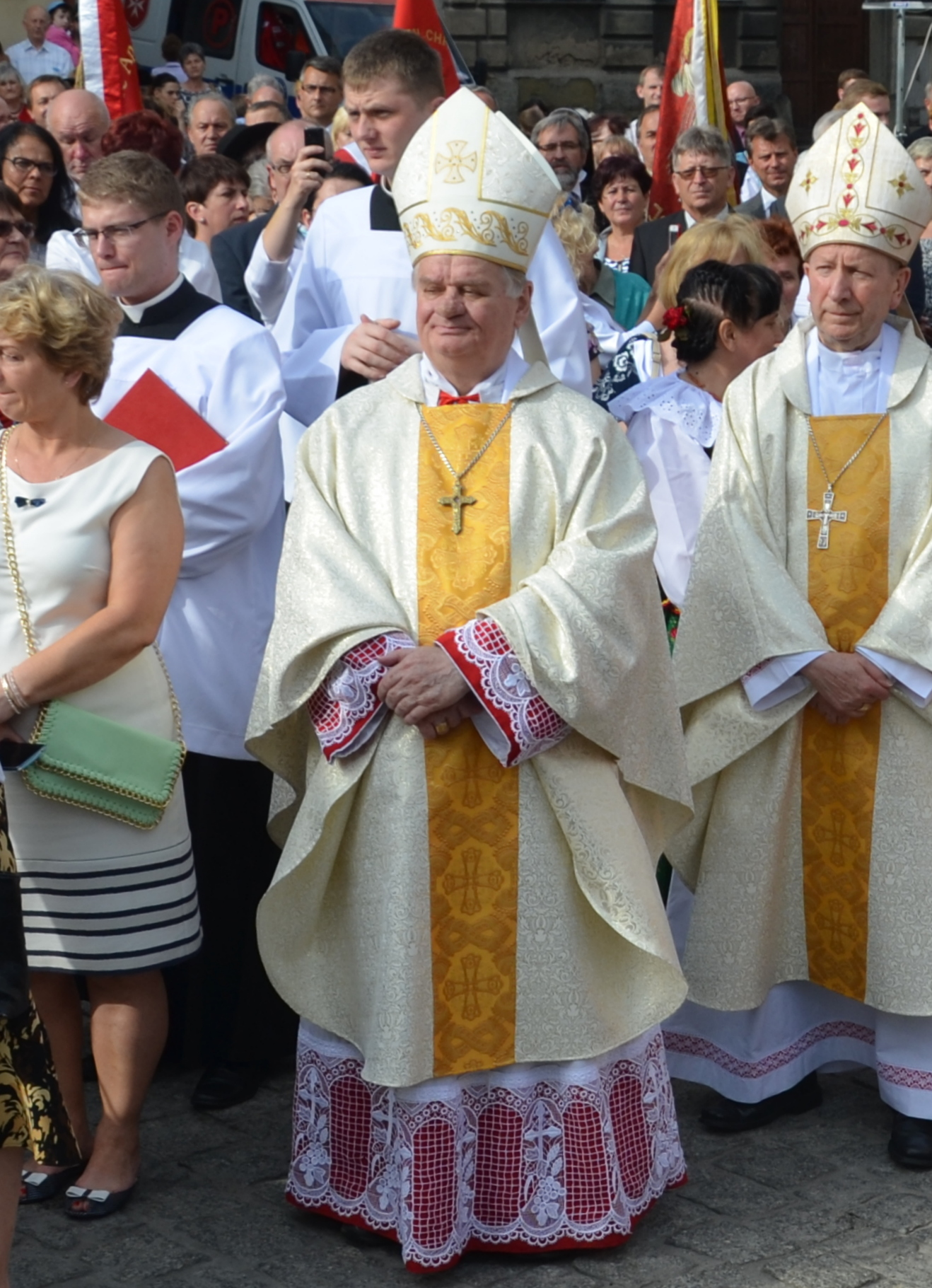
Tadeusz Rkoczy, Bischof von Bielsko-Żywiec (2016)

Tadeusz Rakoczy (* 30. März 1938 in Gilowice) ist ein polnischer römisch-katholischer Geistlicher und emeritierter Bischof von Bielsko-Żywiec. 

## Leben
Nach dem Abitur am Gymnasium in Żywiec arbeitete er ein Jahr in der Industrie. Im Jahr 1957 trat er in das Priesterseminar in Krakau ein. Am 23. Juni 1963 wurde er vom Krakauer Weihbischof Karol Wojtyła zum Priester geweiht. 1967 wurde er Präfekt des Priesterseminars. 1970 ging er zum Studium an die Päpstliche Universität Gregoriana nach Rom. Papst Johannes Paul II. berief ihn 1978 an die Kurie, dort organisierte er zusammen mit Józef Kowalczyk die polnische Sektion im Staatssekretariat. Er war Mitglied der päpstlichen Delegation bei vielen Auslandsreisen des Papstes.
Am 25. März 1992 ernannte ihn Papst Johannes Paul II. zum ersten Bischof des neugegründeten Bistums Bielsko-Żywiec und erteilte ihm am 26. April 1992 im Petersdom die Bischofsweihe. Mitkonsekratoren waren der Erzbischof von Krakau Kardinal Franciszek Macharski und Kardinalstaatssekretär Angelo Sodano.
Die feierliche Inthronisation war am 9. Mai 1992 in der Nikolaus-Kathedrale in Bielsko-Biała, gleichbedeutend mit der Annahme seines Bistums.
Sein Wahlspruch lautete In aedificationem Corporis Christi („Aufbau des Leibes Christi“, Brief des Paulus an die Epheser (Eph 4,13 )).
Am 16. November 2013 nahm Papst Franziskus seinen altersbedingten Rücktritt an.
2019 wurde bekannt, dass Rakoczy Berichte von Betroffenen über einen Priester seiner Diözese, der pädophiler Übergriffe beschuldigt wurde, weder an die Staatsanwaltschaft noch an den Vatikan weitergeleitet hatte. Im Mai 2021 verbot ihm Papst Franziskus die Konzelebration bei Gottesdiensten sowie öffentliche Auftritte und legte ihm ein „Leben in Reue und im Gebet“ auf. Im Oktober 2021 verzichtete Rakoczy auf den Ehrentitel „Verdienter Bürger von Bielsko-Biała“, den der Stadtrat ihm 2009 verliehen hatte.